# Zandalee
Zandalee é um filme de suspense erótico estadunidense lançado em 1991. A obra, baseada em partes em Thérèse Raquin, foi composta por Nicolas Cage, Judge Reinhold, Erika Anderson, Marisa Tomei, Joe Pantoliano, Viveca Lindfors, Aaron Neville e Steve Buscemi.

## Elenco
- Nicolas Cage - Johnny Collins
- Judge Reinhold - Thierry Martin
- Erika Anderson - Zandalee Martin
- Marisa Tomei - Remy
- Joe Pantoliano - Gerri
- Viveca Lindfors - Tatta
- Aaron Neville - Jack the bartender
- Steve Buscemi - OPP Man
- Ian Abercrombie - Louis Medina
- Newell Alexander - Allen Calhoun
- Zach Galligan - Rog